# Auguste François Bucher de Chauvigné
Pour les articles homonymes, voir Bucher de Chauvigné.
Auguste François Bucher de Chauvigné, né le 30 juillet 1772 à Angers (paroisse Saint-Maurille), en Anjou, mort le 1er jour complémentaire de l'an XI (18 septembre 1803) au château de la Violette à Grez-Neuville, est un émigré, et chef militaire chouan,, dit Lowinski ou Louvensky et Lowensky.

## Biographie
Issu d'une famille de l'Anjou anoblie en 1781 par la désignation comme maire de la ville d'Angers de 1781 à 1785, de son père, Anselme René Bucher de Chauvigné, seigneur de Chauvigné.
Il épouse Marie Verdier de la Miltière, fille du magistrat angevin Verdier de la Miltière, le 1er juillet 1801 (Messidor, an IX),. Il est le père de Gustave Bucher de Chauvigné (1802-1866), député de Maine-et-Loire.

### L'émigration
En 1791, il fait les campagnes de l'émigration, embarqué à Anvers en Belgique avec ses compatriotes Sapinaud de Boishuguet, de la Noue, de Sainte-Marie, de la Frégeolière et Dumesnil Dupineau, débarqué à Berg-op-Zoom en Hollande, puis Rotterdam et la Haye, où il combat dans le corps de hussards de la Légion de Béon,, corps de l'armée des émigrés, créé en mars 1793 par le comte de Béon.
Pendant la campagne de 1794 dans les Provinces-Unies, il fait partie des Hussards de Choiseul, sous le nom de M. de Saint-Brice,, nom d'un fief dont il était le sieur de par son père.
Il rejoint ensuite Louis XVIII en Pologne où il prend le nom de Lowinski.

### La Chouannerie
Auguste François Bucher de Chauvigné est de retour en France en 1799, sous le Consulat lors de la troisième guerre de Vendée (1799-1800).
Il fut chargé de commander la 1re légion de l’armée catholique et royale du Maine du comte de Bourmont, qui porte son nom, la légion Lowinski, qu'il organise et en devient son premier chef, le territoire de cette légion s'étendait entre les rivières de la Sarthe et du Loir.
En octobre 1799, il évolue avec d'autres chefs de légion, Parallowski, Gaullier, Beauregard, autour de Précigné, Tiercé et des communes situées entre La Flèche et Angers. Le 20 octobre, il prend part avec sa légion à la bataille de Ballée en Mayenne.
Le 1er décembre 1799, il est nommé Colonel, chef de la 6e légion de la division du Maine par le comte de Bourmont,. Le 22 janvier 1800, Il est présent à la bataille de Meslay en Mayenne lorsque le général républicain Chabot surprend et bat les troupes royalistes.

### Amnistie du Six Floréal An Dix
Auguste François Bucher de Chauvigné après avoir juré fidélité à la Constitution le 23 Brumaire An IX (14 novembre 1800), bénéficie de l'amnistie concernant les anciens émigrés, en application de l'article 12 du Senatus Consulte en date du 6 Floréal An X (26 avril 1802),. 
Le général Gouvion, inspecteur-général de la Gendarmerie nationale, dans un courrier au Ministre de la Justice, du 6 Nivôse An XII (28 décembre 1803), décrit Lowinski : « était dans la chouannerie dont il était chef sous Bourmont ; marié depuis à Angers à la fille d’un juge ; il passe pour avoir peu de moyens, il vit tranquille ». 
En réalité, Lowinski était décédé 3 mois auparavant, le 18 septembre 1803 au château de la Violette à Grez-Neuville « des suites d'une blessure reçue en rejoignant l'armée du comte de Puisaye,, en Normandie ». 

### La légion Lowinski
En 1815, pendant les Cent-Jours et la période dite de la petite chouannerie, 12 ans après le décès de son premier chef, la légion Lowinski renait. À la suite d'une réunion au château de la Besnerie, le vicomte Eugène de la Bonninière de Beaumont est élu par les officiers de ce corps où figure René Cottereau, comme leur nouveau chef. Cette légion est sous les ordres du chef de division Bernard de la Frégeolière,, composant la 2e division de l'armée royale de la rive droite de la Loire, dite division Bernard. Le 9 juin 1815, la légion Lowinski participe à la prise de la ville du Lude dans la Sarthe.

## Galerie

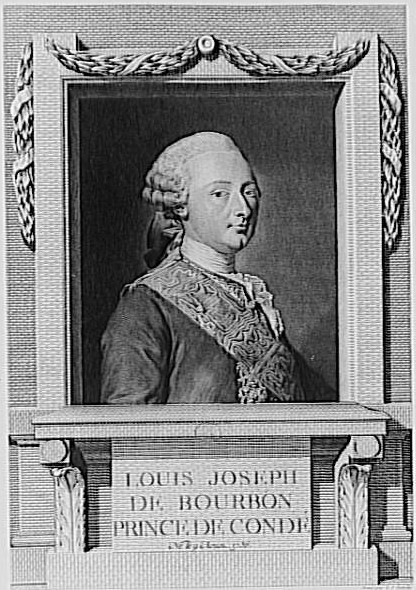
Louis V Joseph de Bourbon-Condé, chef de l'armée des émigrés.
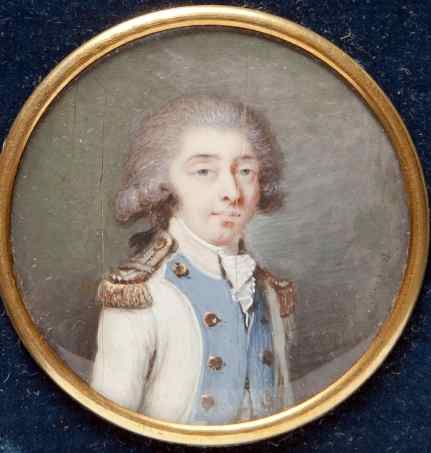
Comte de Béon, colonel de la Légion de Béon.
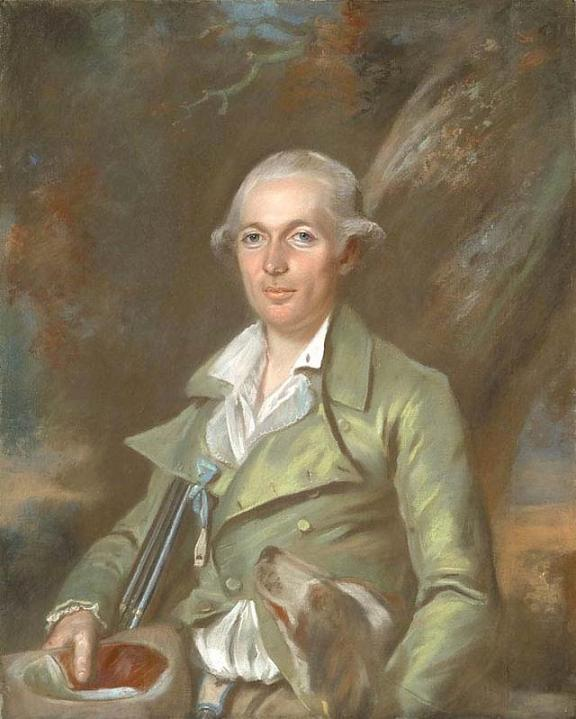
Duc de Choiseul, colonel des Hussards de Choiseul.
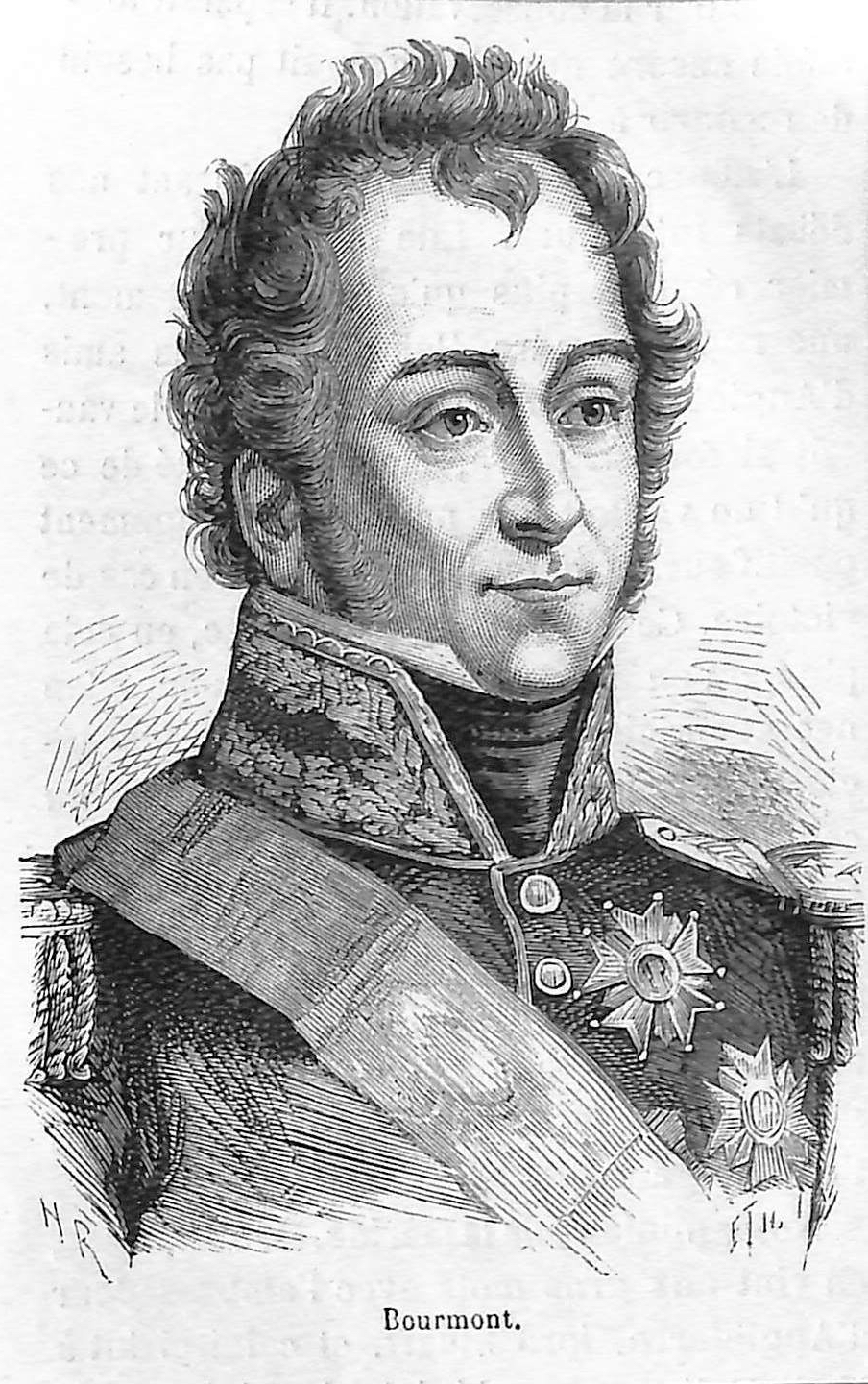
Comte de Bourmont, major-général de l'Armée catholique et royale du Maine, d'Anjou et de la Haute-Bretagne.
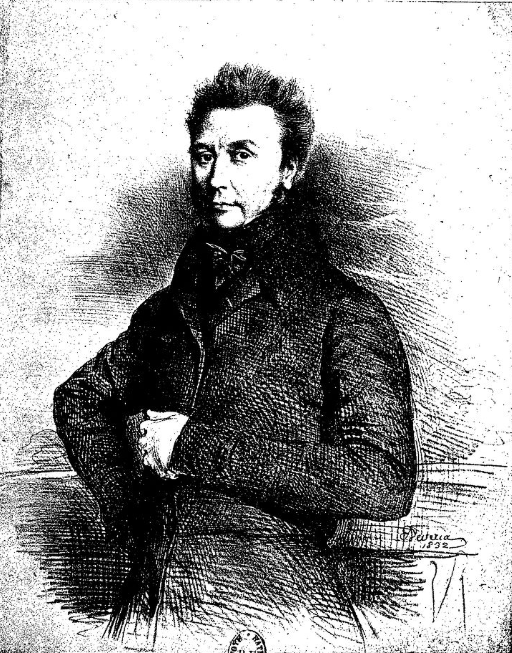
Vicomte de Beaumont, chef de la légion Lowinski en 1815.